# 亨通镇
亨通镇，是中华人民共和国吉林省通化市柳河县下辖的一个乡镇级行政单位。

## 行政区划
亨通镇下辖以下地区：
亨通社区、亨通村、黄崴子村、黑崴子村、太平沟村、姜家街村、于大房村和徐家炉村。